# Dioscorea luzonensis
Dioscorea luzonensis là một loài thực vật có hoa trong họ Dioscoreaceae. Loài này được Schauer mô tả khoa học đầu tiên năm 1843.